# Vladivídeo
Vladivideo é o nome dado a uma coletânea de vídeos em formato caseiro produzidos pelo ex-assessor presidencial Vladimiro Montesinos nas instalações do Serviço de Inteligência Nacional (SIN) do Peru. Esses vídeos mostram como Vladimiro Montesinos — que era assessor presidencial do governo de Alberto Fujimori — subornou dirigentes políticos, importantes empresas privadas, empresas de comunicação e governos locais para se colocarem à disposição do governo federal. Esses vídeos estavam escondidos na casa de praia que Montesinos possuía em Playa Arica, um balneário na zona sul da província de Lima. A descoberta dos vídeos teve um grande impacto no Peru e desencadeou o fim do Fujimorato.